# Айронсайд, Кэтрин
Кэтрин Мэри Айронсайд (англ. Catherine Mary Ironside, 1870 — 1921) — врач-миссионер, основная деятельность которой была сосредоточена в Иране. Первоначально она получила специальность медсестры, затем акушерки, а после окончания Лондонской медицинской школы стала врачом. После окончания учёбы она отправилась в Персию и работала в различных больницах, которыми управляло Церковное миссионерское общество.

## Юные годы
Айронсайд родилась в 1870 году в Норт-Финчли, Мидлсекс, Англия, в семье Мэри Кейн и Эдмунда Айронсайда. В детстве она жила в доме со своей сестрой Грейс Юли Айронсайд, которая позже стала местной школьной учительницей. Первоначально Айронсайд прошла обучение на медсестру в больнице Берслем-Коттедж, куда она поступила в 1892 году. В 1895 году она отправилась в родильный дом Клэпхема, где получила сертификат акушерки. Проработав несколько лет акушеркой, она решила поступить в Лондонскую школу медицины для женщин, где в 1903 году получила степень бакалавра медицины.

## Миссионерская работа
В 1905 году она отправилась в качестве медицинского миссионера для работы в женской больнице, основанной Церковным миссионерским обществом (CMS) в Исфахане, Персия, вслед за Эммелин Стюарт, которая основала там женскую больницу. Больница имела 84 койки в женском отделении и более 100 коек в мужском отделении, а также два хирургических отделения. Между двумя секциями не было коридоров, что создавало неблагоприятную рабочую среду в суровые времена года. По прибытии она начала изучать местный язык и уже на втором курсе свободно им говорила, что сделало её ценным сотрудником для больницы. Кроме того, она прославилась своими диагностическими способностями, а также многочисленными операциями, которые она проводила как хирург.
Айронсайд нашла время поработать в других больницах CMS в Йезде, в миссионерской клинике Йезда и в больнице Керман Морсалин. Она проработала в Персии в общей сложности 11 лет, хотя в 1915 году была изгнана оттуда вместе с остальными европейскими жителями из-за насилия, возникшего в результате персидской кампании Первой мировой войны.
Во время перерыва в работе в Персии она работала врачом в Лондонской больнице трезвости и за свою работу была награждена орденом Британской империи и званием Офицера ордена Британской империи. 21 февраля 1920 года Айронсайд поднялась на борт «Морея» и направилась в Бомбей, откуда вернулась в Персию, чтобы продолжить миссионерскую работу в составе Керманской медицинской миссии, вернувшись снова в Исфахан. Во время своего второго визита в Керман она тесно сотрудничала с британскими офицерами южноперсидских стрелков, особенно с армейскими хирургами.
В 1913 году Айронсайд стала одной из первых женщин, получивших право голоса на Конференции постоянного комитета CMS, которая ранее состояла исключительно из мужчин.
Айронсайд опубликовала работы о своём опыте, включая «Открытые двери в Персии» (1916) и «Персидские пациенты» (1921), в обеих книгах представлены рассказы из первых рук о медицинской и миссионерской работе в течение её жизни.

## Евангелизация
Медицинская работа Айронсайд также имела заметный религиозный компонент. Она была частью христианской церкви в Исфахане. Она часто проводила регулярные евангельские занятия и отправляла коллег-миссионеров в деревни, чтобы проводить библейские чтения и проводить религиозные занятия. Активная евангелизационная миссия CMS означала, что многие врачи CMS работали не только в больницах, но и часто наносили визиты на дом высокопоставленным лицам местных племен, особенно бахтиарам — племени, живущему в палатках и проживающему в высокогорье за пределами Исфахана, у которого сложились важные отношения не только с CMS, но и с британцами.

## Смерть и память
Во время последней поездки Айронсайд в Исфахан в декабре 1920 года она попала в снежную бурю на горном перевале и чуть не погибла от переохлаждения. После этого случая здоровье Айронсайд ухудшилось, и в конце концов во время эпидемии 1921 года она заболела гриппом, а затем пневмонией и скончалась 11 ноября 1921 года. Похоронена в армянском соборе в Джульфе.
Крышка купели в церкви Христа в Норт-Финчли вырезана в память о ней и представляет как христианскую, так и персидскую культуры.